# Maksimilijan Matjaž
Maksimilijan Matjaž, slovenski biblicist in škof, * 23. avgust 1963, Črna na Koroškem.

## Življenjepis
Rodil se je 23. avgusta 1963 v Črni na Koroškem kot tretji otrok skromne uradniške družine. Čez slabe tri tedne ga je v cerkvi sv. Jakoba v Mežici krstil domači župnik Jože Lodrant. Osnovno šolo je obiskoval v Mežici, srednjo ekonomsko šolo pa v Slovenj Gradcu, kjer je 1982 leta maturiral. Jeseni je opravil sprejemne izpite na Filozofski fakulteti v Ljubljani in potem odšel na služenje vojaškega roka v Srbijo. Jeseni 1983 je začel s študijem zgodovine na Filozofski fakulteti, a po nekaj mesecih študij zamenjal ter vstopil v bogoslovje in se vpisal na Teološko fakulteto. Tam je leta 1988 diplomiral. 29. junija 1989 ga je v mariborski stolnici škof Franc Kramberger posvetil v duhovnika. Oktobra je pričel s kaplanovanjem v župniji Zreče.
Od leta 2006 je bil član Duhovniškega sveta Mariborske nadškofije in od 2011 član Zbora svetovalcev. V letih 2006–2015 je vodil skupino za formacijo mladih duhovnikov, v mandatu 2015–2020 pa Komisijo za strategijo župnijskih pastoralnih struktur. Opravljal je tudi službo duhovnega pomočnika: med leti 1998–2010 v župniji Dravograd, 2010–2012 v župniji Zreče, 2012–2013 v Pastoralni zvezi Slovenj Gradec, od 2013 do 2020 pa v župniji Šentilj v Slovenskih goricah in v župniji Maribor - Košaki. Leta 2021 je postal celjski škof.

## Nadaljnji študij
Poleti 1991 je odšel na študij Svetega pisma na Papeški biblični inštitut v Rim. Šest let je bival v nemškem duhovniškem zavodu Campo Santo Teutonico v Vatikanu. Jeseni 1995 je končal magistrski študij in poleti 1998 na papeški univerzi Gregoriana pri prof. Klemensu Stocku doktoriral s tezo Pomen motiva strahu v kristologiji Markovega evangelija (Echter Verlag, Würzburg 1999). Leta 1998 je začel predavati kot asistent pri prof. Bizjaku na teološki fakulteti v Ljubljani in Mariboru.

## Akademska kariera
Leta 2001 je bil pri katedri za Sveto pismo in judovstvo na Teološki fakulteti izvoljen za docenta, 2011 pa za izrednega profesorja za biblični študij in judovstvo.
Leta 2000 je opravljal biblično-arheološko izpopolnjevanje na frančiškanski biblični šoli v Jeruzalemu.
V obdobju 2012–2014 je opravljal službo prodekana Teološke fakultete za znanstveno-raziskovalno dejavnost in bil predstojnik Enote v Mariboru, kjer je opravljal tudi funkcijo duhovnega asistenta in koordinatorja za laiške študente. Predava eksegezo evangelijev, Pavlovih pisem in biblično teologijo Nove zaveze. Temeljno raziskovalno področje je filološka, literarna in teološka analiza svetopisemskih besedil, s posebnim poudarkom na hermenevtični in teološki interpretaciji. Raziskovanje vključuje vzporedni študij zgodovinskega okolja nastanka novozaveznega izročila in njene recepcije v prvih stoletjih ter razvoja biblične eksegeze in teologije ter hermenevtike in prevajalskih načel. Je član raziskovalnega programa Zgodovina oblik v judovsko-krščanskih virih in tradiciji ter projekta prevoda Jeruzalemske biblije (SPJ). Strokovno deluje na področju biblične pastorale s posebnim poudarkom na popularizaciji Svetega pisma preko različnih združenj, šol, medijev in strokovnih ekskurzij.
Do škofovskega imenovanja je bil predsednik Zavoda Biblično gibanje.

### Univerzitetni nazivi
- asistent (1998)
- docent (2001)
- izredni profesor (2011)
- prodekan (2012–2014)

## Celjski škof
5. marca 2021 ga je papež Frančišek imenoval na mesto celjskega škofa. Posvečen je bil na nedeljo Svete Trojice, 30. maja 2021 v cerkvi sv. Mohorja in Fortunata v Gornjem Gradu. Lokacija je bila izbrana, ker gre za največjo cerkev v škofiji, kar je omogočilo udeležbo kar največ ljudi v času epidemije koronavirusa. Posvečevalec je bil apostolski nuncij v Sloveniji Jean-Marie Speich.Od 24. marca 2022 je član Stalnega sveta Slovenske škofovske konference za obdobje petih let do leta 2027.

## Škofovski grb in razlaga
Osmerokraka zvezda odpre osmi dan – življenje, ki ga prejmemo pri krstu. To je Božje življenje, ki ga grob ne uniči. To življenje je neuničljivo, ker je ljubezen treh svetih Oseb in je tako absolutna, celostna, da je nič ne more uničiti. Zato so tri zvezde simbol treh Božjih oseb, ki v svoji edinosti razodevajo enega samega Boga.
Rdeča barva je barva Boga. Spominja na kri, v krvi pa – po Tretji Mojzesovi knjigi – prebiva življenje vsakega živega bitja. To življenje je dar Boga Očeta.
Rana razodeva način bivanja Boga, ki je tako ljubil svet, da je dal svojega Sina v roke ljudem, ko smo bili še njegovi sovražniki. V to rano je položeno pšenično zrno, ki vzklije. Poganjek je občestvo oseb po podobi svetih treh Oseb. To je Cerkev.
Oče poveličuje svoje ime v Sinu, ko se daruje in z darom ljubezni razodene smisel smrti.